# Stevenson Magloire
Stevenson Magloire (né le 16 août 1963 – mort le 9 octobre 1994 à Port-au-Prince) est un peintre haïtien. Il a contribué au mouvement artistique de l’école de Saint-Soleil. En 1994, il meurt dans les rues de Port-au-Prince, assassiné par la junte de Raoul Cédras.
Louisiane Saint Fleurant était sa mère. Stevenson Magloire tient son prénom de l’homme politique Adlai Stevenson. Son prénom était parfois orthographié Stivenson.

## Source
- (en) Cet article est partiellement ou en totalité issu de l’article de Wikipédia en anglais intitulé « Stevenson Magloire » (voir la liste des auteurs).